# Institut Torremar
Institut Torremar és una residència de Vilassar de Dalt (Maresme) protegida com a bé cultural d'interès local.

## Descripció
Edifici civil, de grans dimensions i de planta rectangular. Es compon de baixos, dos pisos i unes golfes al cos central. Cobert per una teulada de dos vessants amb el carener -al centre del qual s'aixeca una torre de planta quadrada amb un mirador a la part alta i una teulada de vessants molt inclinats- perpendicular a la façana.
El conjunt combina elements de tipus neoclàssic amb modernistes; la façana conserva molts dels primers: l'entrada, un petit frontó a la part superior, trenca aigües damunt les finestres de la planta baixa i el pis, i una galeria de grans finestrals d'arc de mig punt a cada banda que continua als murs laterals.
D'altra banda utilitza finestres de línies trencades més pròpies d'estils posteriors, una torre gens clàssica, i unes antefixes situades als angles de la teulada, que lluny de pertànyer model neoclàssic, marca línies sinuoses que trenquen amb la rigidesa del conjunt. Si bé, molts elements són neoclàssics, el resultat final adquireix un aire eclèctic.
L'edificació està envoltada d'un ampli jardí.

## Història
L'estil arquitectònic és del segle XVII; això ho confirmen les inscripcions sobre les finestres laterals: "1561" i "1622".
A aquesta casa visqué l'alcalde Pere Villa i Teià (1828-1917). Finalment destacar que aquesta masia conté alguns mobles de qualitat.